# ساندرا داي أوكونور
ساندرا داي أوكونور (بالإنجليزية: Sandra Day O'Connor)‏ (و. 1930 – م) هي قاضية، ومحامية، وسياسية من الولايات المتحدة الأمريكية ولدت في إل باسو، تكساس.

## التعليم
تعلمت في جامعة ستانفورد (–1950)، وجامعة ستانفورد.

## جوائز
حصلت على جوائز منها وسام الحرية فيلادلفيا، وقاعة الشهرة الوطنية للمرأة، ووسام الحرية الرئاسي.

## الوفاة
توفيت ساندرا داي أوكونور في 1 ديسمبر 2023 عن عمر ناهز الثالثة والتسعين.

## روابط خارجية
- ساندرا داي أوكونور على موقع IMDb (الإنجليزية)
- ساندرا داي أوكونور على موقع الموسوعة البريطانية (الإنجليزية)
- ساندرا داي أوكونور على موقع مونزينجر (الألمانية)
- ساندرا داي أوكونور على موقع إن إن دي بي (الإنجليزية)
- ساندرا داي أوكونور على موقع قاعدة بيانات الفيلم (الإنجليزية)